# Anemia dardanoi
Anemia dardanoi là một loài dương xỉ trong họ Anemiaceae. Loài này được Brade mô tả khoa học đầu tiên năm 1965.